# Chiroplast
Chiropla'st (Kiropla'st), av grekiska: cheir, "hand", och pla'ssein, "bilda", en av J.B. Logier 1814 uppfunnen och till inlärande av riktig handställning vid pianospel avsedd apparat, som huvudsakligen består av en framför klaviaturen fastskruvad list, vilken stöder handlederna.
Förbättrad av Stöpel, Friedrich Kalkbrenner och Bohrer, var denna apparat en tid rätt mycket använd, men försvann senare ur bruk.